# Khalid Al-Temawi
Khalid Al-Temawi (Ha'il, Arabia Saudita; 19 de abril de 1969) es un exfutbolista de Arabia Saudita que jugaba en la posición de Centrocampista.

## Carrera

### Club
Jugó toda su carrera con el Al-Hilal FC de 1990 a 1998, con el que fue dos veces campeón nacional, ganó tres copas nacionales y tres internacionales.

### Selección nacional
Jugó para Arabia Saudita en 68 ocasiones de 1990 a 1998 y anotó ocho goles, ganó la Copa Asiática 1996 y participó en la Copa FIFA Confederaciones 1997 y en los Juegos Asiáticos de 1990.

## Logros

### Club
- Liga Profesional Saudí: 2

1995-96, 1997-98
- Copa del Príncipe de la Corona Saudí: 1

1994-95
- Copa Federación de Arabia Saudita: 2

1992-93, 1995-96
- Liga de Campeones de la AFC: 1

1991
- Recopa Asiática: 1

1997
- Supercopa de la AFC: 1

1997

### Selección nacional
- Copa Asiática: 1

1996